# 木場公園
木場公園（きばこうえん）は、東京都江東区にある都立公園である。地名としては、木場、平野および三好にまたがる。総面積は24.2haで、当地近辺においては、貴重な緑豊かな場所である。
元々は、地名の由来通り、近辺は材木業関連の倉庫や貯木場などが多かった。しかし新しい埋立地が完成して、今までの貯木場としての機能が新木場へ移転したため、江東区の防災都市計画（住宅などが密集していることによる火災や地震被害を食い止めるため）の一環として、当地に公園を作ることになった。
木場（貯木場）の故地であることを残すべく、入口広場の中央のイベント池では、毎年10月に開催される江東区民祭りで木場の伝統芸である「木場の角乗」が行われるのを見ることができる。
イベント池ではカルガモ及び冬になるとマガモやオナガガモやヒドリガモ等の水鳥を見ることが出来る。
紫陽花の時期には、７色の紫陽花を見ることができる。

## 歴史
- 1969年（昭和44年） -　新木場に材木業者が移転するのを受けて、当地に公園を作る都市計画を策定（引き続き用地確保の準備が進む）。
- 1975年（昭和50年） -　昭和天皇在位50年の記念公園として位置付けられることが決まる。
- 1992年（平成4年）6月1日 -　開園。
- 2000年（平成12年）4月1日-　地下に都営地下鉄木場車両検修場が発足。
- 2006年（平成18年）4月1日 - 2011年（平成23年）3月31日まで、指定管理者制度により財団法人東京都公園協会が管理する。

## 主な施設
- バーベキュー広場
- 東京都現代美術館
- 都営地下鉄木場車両検修場（都営大江戸線の車両基地で公園の地下に設置されている）

## アクセスなど
- 東京メトロ東西線・木場駅徒歩5分
- 首都高速9号深川線木場出入口から東京都道319号環状三号線言問橋方面
- 常時開園。入園料無料。